# Bogen (Norvegia)
Bogen è un villaggio della Norvegia, situato nella municipalità di Evenes, nella contea di Nordland.